# Roberto Vaquero
Roberto Vaquero Arribas (Madrid, 21 de mayo de 1986) es un político, historiador y escritor español, presidente del Frente Obrero desde junio de 2022 y secretario general del Partido Marxista-Leninista (Reconstrucción Comunista) desde octubre de 2021.
Colabora habitualmente como columnista en la revista Zenda con su sección propia, El Baluarte.  Audiovisualmente, tiene un canal de divulgación y crítica política en YouTube y colabora asiduamente en el programa televisivo Horizonte de Iker Jiménez, en Cuatro.

## Biografía
De adolescente militó en diferentes organizaciones comunistas, época en la que empezaría a interesarse por el marxismo, organizaciones que abandonó frente a lo que consideraba una «degeneración ideológica y política». Realizó estudios de Ciencias Políticas en la Universidad Complutense de Madrid y más tarde el grado de Geografía e Historia en la UNED. Actualmente, es doctorando por la Universidad de Valencia.
En 2009, junto con otros militantes comunistas, participó en la creación de Reconstrucción Comunista (RC), una organización de tipo marxista-leninista que se transformó en el Partido Marxista-Leninista (Reconstrucción Comunista). En diciembre de 2014, dos militantes del PML(RC), entre ellos «Paco Arcadio», acudieron como voluntarios al Batallón Internacional de Liberación para combatir en la guerra civil siria. Tras su vuelta a España en julio de 2015 fueron detenidos y acusados de formar parte del Partido de los Trabajadores de Kurdistán (PKK), considerado organización terrorista por la Unión Europea.
El 27 de enero de 2016, como consecuencia de la colaboración policial formulada por uno de los combatientes en Siria (Paco Arcadio), quien definió a su ex partido como «una mafia», se llevó a cabo la Operación Valle. En este contexto, Roberto Vaquero fue aislado en la prisión de Soto del Real durante 49 días, después de que se le incautaran en su domicilio un arsenal de armas blancas, siendo acusados de organización criminal, fabricación de explosivos, armas prohibidas y apología del terrorismo.
El 31 de octubre de 2018, en una sentencia donde fue determinante el relato del denunciante, fue condenado junto a otros miembros por la Sección Primera de la Sala de lo Penal de la Audiencia Nacional como autor responsable de un delito de pertenencia a grupo criminal, imponiéndosele una pena de 2 años y 3 meses de prisión. El Tribunal Supremo, en respuesta a un recurso de los condenados, declaró a Roberto Vaquero, junto a otros cuatro militantes, culpable de un delito de pertenencia a grupo criminal y tenencia de armas, retirando las acusaciones de asociación ilícita y organización criminal. La sentencia de Vaquero fue rebajada a 1 año y 3 meses de prisión, no debiendo ingresar por tanto al ser una primera pena inferior a 2 años.
Según Roberto Vaquero y su formación, todo el proceso judicial en su contra fue un montaje policial dirigido a criminalizar su actividad política y su lucha contra el Estado Islámico en Siria.
También en octubre de 2018 participó en la fundación del Frente Obrero. Esta agrupación se daría a conocer con sus escraches a políticos como Pablo Iglesias. En el primer congreso de esta formación, celebrado el 12 de junio de 2022, fue elegido  como su presidente.
Con la llegada de las elecciones en 2023, Frente Obrero se presentó en las municipales de mayo en cuatro municipios, consiguiendo un concejal en Mandayona, y para las generales de julio se presentaron en cincuenta circunscripciones al Congreso (todas salvo Huelva y Melilla). Obtuvieron 46 530 votos en toda España, no logrando presencia parlamentaria.
Para las elecciones europeas de 2024, Roberto Vaquero anunció que encabezaría la lista de su partido. En los comicios, obtuvieron un 0,37 % de los votos, sumando 66 200, muy lejos de los casi 300 000 votos que han sido necesarios habitualmente en la circunscripción española para optar a un escaño del Parlamento Europeo.

## Postura política
Políticamente ha mostrado posturas en favor de la soberanía nacional española y ha sido crítico con las políticas migratorias. Estas posturas han sido calificadas externamente como antiinmigración, nacionalistas y euroescépticas. Se ha pronunciado en contra de la pertenencia de España a la Unión Europea y a la OTAN, así como ha defendido que la Constitución española de 1978 sería, según sus palabras, una estafa.
En cuanto a cuestiones sociales, tanto él como su agrupación política se muestran contrarios al feminismo y a las políticas de apoyo al movimiento trans, siendo crítico con la Ley trans impulsada por la entonces ministra de Igualdad Irene Montero.

## Libros
Roberto Vaquero tiene varios libros publicados, tanto con su nombre como bajo el pseudónimo «Juan Mesana». Los primeros fueron publicados por la editorial Universidad Obrera, que sólo tiene registrados libros de Vaquero junto a otros colaboradores y traducciones de obras del exdictador albanés Enver Hoxha. Posteriormente ha publicado con las editoriales Letrame, Círculo Rojo, La esfera de los libros y Renacimiento.
- — (2014). Desmontando a Mao: Cuestiones sobre un revisionista. Universidad Obrera. ISBN 978-84-697029-2-5.
- — (1 de mayo de 2016). Manual de introducción al marxismo-leninismo. Universidad Obrera. ISBN 978-84-120702-6-2.
- —; Garante, Tomas; Moreno, Julio (marzo de 2017). Compendio de textos sobre el partido: Centralismo democrático y partido de nuevo tipo. Universidad Obrera. ISBN 978-84-120702-3-1.
- —; Martínez, Clara; Moreno, Julio (junio de 2017). El marxismo y la mujer. Universidad Obrera. ISBN 978-84-617-9208-5.
- —; Moreno, Julio (2017). El Estado y su caracterización. Universidad Obrera.
- —; Moreno, Julio (2019). Historias de la España revolucionaria. Universidad Obrera. ISBN 978-84-09-09530-8.
- — (diciembre de 2019). Resistencia y lucha contra el posmodernismo. Letrame. ISBN 978-84-18129-96-4.
- — (diciembre de 2020). ¿Cómo reconstruir la izquierda revolucionaria en España?: Combatividad, principios, organización y cultura. Círculo Rojo. ISBN 978-84-1374-692-0.
- — (diciembre de 2021). Historias de la cárcel: vida y vivencias desde el módulo de aislamiento. Adarve. ISBN 978-84-18958-86-1.
- — (abril de 2023). Inmigración: ¿Realidad, fenómeno o problema?. Círculo Rojo. ISBN 978-84-1175-629-7.
- — (2023). Tiempos de infantería. Letrame. ISBN 978-84-1144-715-7.
- — (2024). Por qué el obrero vota a la derecha. La esfera de los libros. ISBN 978-84-1144-715-7.
- — (2024). El fascismo en España. Renacimiento. ISBN 979-13-8755-200-8.
- — (2025). Nostalgia. Renacimiento. ISBN 9788419877468.